# 建武中元
建武中元（省作中元；56年四月－57年）是东汉光武帝刘秀的第二个年号，也是他的最后一个年号。共计2年。
建武三十二年四月十一己卯（56年5月14日），改元建武中元。
二年二月汉明帝即位沿用，次年正月初一（58年2月13日）改元永平。
范晔《后汉书》中同时使用“建武中元”和“中元”。例如《光武帝纪》写有“改年为中元”，而《东夷传》则书“建武中元”。《资治通鉴》只作“中元”。司马彪《续汉书》及沈约《宋书》皆作建武中元。而洪适《隶释》录《蜀郡太守何君阁道碑》，末署“建武中元二年六月”。《中国历代年号考》推测本作建武中元，写作“中元”可能是简化，或者传抄中脱漏。
辛德勇认为，“中元”是班固编纂史书时依据个人习惯对“建武中元”作的省写，后世因袭。

## 纪年
| 建武中元 | 元年 | 二年 |
| -------- | ---- | ---- |
| 公元     | 56年 | 57年 |
| 干支     | 丙辰 | 丁巳 |

## 参看
- 中國年號索引
- 中元